# Premio Dedalo Minosse
Il Premio internazionale Dedalo Minosse alla committenza di architettura è stato fondato nel 1997 e si svolge con cadenza biennale. È promosso da ALA Assoarchitetti & Ingegneri, dalla Regione del Veneto e dal Comune di Vicenza.

## Il premio
La particolarità del premio è di essere l'unico riconoscimento internazionale che viene assegnato al committente dell'architettura e non all'architetto o all'opera. Il Premio vuole promuovere la qualità delle trasformazioni del territorio, attraverso la valorizzazione della figura del committente, nella convinzione che senza un "buon committente" non può essere realizzata una "buona architettura".
I riconoscimenti sono quindi assegnati dalla giuria internazionale ai committenti pubblici e privati, che abbiano contribuito, in sintonia con il proprio architetto, a determinare la realizzazione di opere di particolare valore architettonico, urbanistico, sociale, ambientale, paesaggistico.
Il regolamento prevede l'assegnazione di quattro premi istituzionali: 
- il Premio Internazionale Dedalo Minosse: al miglior committente di qualsiasi Paese
- il Premio Internazionale Dedalo Minosse OCCAM - Under 40: al miglior committente di qualsiasi Paese, che abbia incaricato un architetto under 40
- il premio ALA - Fondazione Inarcassa, assegnato al miglior committente di qualsiasi Paese, che abbia incaricato un architetto italiano
- il Premio ALA - Under 40: al committente di qualsiasi Paese, che abbia incaricato un architetto italiano under 40.

I premi consistono in due targhe d'argento, su disegno di Boob Norda, consegnate a committente e architetto; una terza targa è applicata all'opera che è stata occasione del premio.
Dalla decima edizione, la manifestazione ha incorporato il Premio Andrea Palladio, già assegnato dal 1986 al 1992 dalla Caoduro Lucernari. Il Premio Andrea Palladio è assegnato ogni dieci anni al committente che in sintonia con uno o più architetti, abbia realizzato con continuità d'idee e d'intenti, una serie di opere di qualità.
Altri premi speciali sono assegnati a discrezione della giuria, per risultati di particolare valore paesaggistico, ambientale, di uso di fonti energetiche alternative e rinnovabili, di design for all, di contenimento dei consumi energetici.
La cerimonia di premiazione si svolge a Vicenza, città del Palladio, nel Teatro Olimpico.
Le opere oggetto di premiazione sono allestite alternativamente nella Basilica Palladiana, nei Palazzi Valmarana Braga, Barbaran da Porto, Chiericati, oggi Museo Civico, di Vicenza e successivamente sono esposte in una serie di mostre allestite in diverse città, tra le quali: Aosta, Avellino, Barcellona (2007 e 2024), Bari, Bologna (2017 e 2018), Bolzano, Boston, Bruxelles, Buenos Aires (2012 e 2017), Caserta, Chicago (2018), Cosenza, (2023), Courmayeur, Detroit (2024), Ferrara, Foggia, Gerusalemme (2022), Hanoi, Kiev, Londra, Los Angeles, Manila, Milano, Monopoli (BA), Montecarlo, Monza (2017), Mosca, Napoli, New Orleans, Oristano, Parigi (2017), Perugia, Pisa (2018), Reggio di Calabria (2010 e 2023), Riga, Roma (2005, 2011, 2017, 2024), Salerno, San Francisco (2009, 2013, 2019, 2024), Tirana, Tokyo (2014 e 2018), Torino, Treviso, Trieste, Urbino, Vienna, Washington (2012).
Il premio è stato presentato alle biennali di architettura di Città del Guatemala, Pechino, Venezia e ai Congressi mondiali degli Architetti (UIA) e degli Architetti del Paesaggio (UIAP), di Torino.

## Premiati

### Prima Edizione 1997/1998
Premio Triveneto Dedalo Minosse alla committenza d'architettura
- Committente: Fe.St. S.r.l. Oderzo, (TV)
- Progetto: Paolo Bandiera
- Opera: Restauro delle Ex-Carceri nel complesso della Porta Romana, Oderzo (TV)

### Seconda edizione 1999
Premio nazionale Dedalo Minosse alla committenza d'architettura
- Committente: Banca di Credito Cooperativo di Fornacette
- Progetto: Massimo Mariani
- Opera: Nuova Sede della Banca di Credito Cooperativo di Fornacette, Calcinaia (PI)

Premio nazionale Dedalo Minosse alla committenza d'architettura Under 40
- Committente: Famiglia Terzoli
- Progetto: Laura Rocca
- Opera: Case Terzoli a Monza

### Terza edizione 2000/2001
Premio europeo Dedalo Minosse alla committenza d'architettura
- Committente: Nicola Giandomenico, Priore del Sacro Convento dei Frati Minori Conventuali di Assisi
- Progetto: Studio Leonelli - Struzzi, Terni
- Opera: Restauro della piazza inferiore della Patriarcale Basilica di S. Francesco d'Assisi

Premio europeo Dedalo Minosse alla committenza d'architettura Under 40
- Committente: Oscar Guerra della Villa Azzurra S.p.A.
- Progetto: Davide Cristofani & Gabriele Lelli Architetti Associati (Faenza, Ravenna)
- Opera: Struttura sanitaria di ricovero e cura "Villa Azzurra" di Riolo Terme (Ravenna)

### Quarta edizione 2002
Premio Internazionale Dedalo Minosse alla committenza d'architettura
- Committente: Tei-Ichi Kawai - sindaco di Shiroishi-City, Giappone
- Progetto: Arch. Hideto Horiike & Urtopia Inc.
- Opera: Shiroishi Mediapolis
- Realizzazione: 2002 Shiroishi, Giappone

Premio Internazionale Dedalo Minosse alla committenza d'architettura Under 40 
- Committente: Soho China Ltd - Ms Zhang Xin, amministratore delegato - Soho Newtown, Cina
- Progetto: EDGE (HK) Ltd - Mr. Gary Chang, direttore generale
- Opera: Suitcase House Hotel- Unfolding The Mechanics Of Domestic (P)leisure
- Realizzazione: 2002 Pechino, Cina

Premio Internazionale ALA - Assoarchitetti
- Committente: Yanbu Cement Co. Arabia Saudita - Dr. Saud Islam, direttore generale
- Progetto: STUDIO 65 Torino, Italia - Arch. Francesco Audrito e Athena Sampaniotou - Ing. Ermanno Piretta (progettazione strutturale)
- Opera: Ingresso principale del complesso, palazzo uffici e villaggio per i dipendenti
- Realizzazione: 2001 Ras Baridi, Yanbu, Arabia Saudita

Premio Internazionale ALA - Assoarchitetti Under 40
- Committente: Ferretti International, Dalmine (BG), Italia - Alberto Ferretti - Paola Tua
- Progetto: DAP Studio - Arch. Elena Sacco e Paolo Danelli, Milano, Italia
- Opera: Realizzazione nuova sede Ferretti International
- Realizzazione: 2001 Dalmine (BG), Italia

### Quinta edizione 2003/2004
Premio Internazionale Dedalo Minosse alla committenza d'architettura
- Committente: KLIA Consultancy Services Sdn. Bhd. - Tan Sri Dato' Ir. Jamilus B. Hussein, presidente
- Progetto: Kisho Kurokawa Architect & Associates
- Opera: Kuala Lumpur International Airport
- Realizzazione: 1998 - Sepang, Selangor, Malaysia

Premio Internazionale Dedalo Minosse alla committenza d'architettura Under 40
- Committente: Stichting Aluminium Centrum - Paul Bruinsma, direttore
- Progetto: Architectenbureau Micha De Haas
- Opera: The Aluminium Forest: aluminium knowledge and technology centre
- Realizzazione: 2001 - Houten, Utrecht, Paesi Bassi

Premio Internazionale ALA - Assoarchitetti
- Committente: Ministero degli Affari Esteri
- Progetto: Piero Sartogo Architetti - Piero Sartogo, Nathalie Grenon, Susanna Nobili
- Opera: Nuova Cancelleria dell'Ambasciata d'Italia
- Realizzazione: 2001 - Washington, USA

Premio Internazionale ALA - Assoarchitetti Under 40
- Committente: Comune di Siracusa - Giambattista Bufardeci, sindaco di Siracusa
- Progetto: Vincenzo Latina, Daniele Catania, Sebastiano Fortuna, Silvia Sgariglia, Nadia Montuori, Rudiano Macaione, Luca Sipala
- Opera: Nuova corte interna all'isolato ai Bottari
- Realizzazione: 2001 - Isola di Ortigia (SR), Italia

Premio d'onore per la quinta edizione
- Committente: Opera Romana per la Preservazione della Fede e la Provvista di Nuove Chiese in Roma, Vicariato di Roma - Ernesto Mandara, segretario - Italcementi, sponsor tecnico principale - Carlo Pesenti, co-general manager
- Progetto: Richard Meier & Partners, Architects
- Opera: Parrocchia "Dives in Misericordia" e Centro Parrocchiale
- Realizzazione: 2003 - Roma, Italia

### Sesta edizione 2005/2006
Premio Internazionale Dedalo Minosse alla committenza d'architettura
- Committente: Joji Aonuma
- Progetto: Satoshi Okada architects - Satoshi Okada
- Opera: Gallery in Kiyosato
- Realizzazione: 2005 - Takane-Cho, prefettura di Yamanashi, Giappone

Premio Internazionale Dedalo Minosse alla committenza d'architettura Under 40
- Committente: National Property Board, Sweden - Peter Ohrstedt
- Progetto: Brisac-Gonzalez Architecture - Cécile Brisac e Edgar Gonzalez
- Opera: Museum of World Culture
- Realizzazione: 2004 - Göteborg, Svezia

Premio Internazionale ALA - Assoarchitetti
- Committente: Bortolo Nardini SPA - Giuseppe Nardini, presidente
- Progetto: Massimiliano Fuksas
- Opera: Sede della Nardini S.p.A.
- Realizzazione: 2004 - Bassano del Grappa (VI), Italia

Premio Internazionale ALA - Assoarchitetti Under 40
- Committente: Provincia di Sondrio - Carlo Zubiani, Dirigente Settore Lavori Pubblici
- Progetto: LFLARCHITETTI
- Opera: Edificio scolastico per l'istruzione professionale
- Realizzazione: 2005 - Sondrio, Italia

### Settima edizione 2007/2008
Premio Internazionale Dedalo Minosse alla committenza d'architettura
- Committente: Hobag S.p.A. Peter Reichegger, amministratore delegato
- Progetto: Richard Meier and Partners Architects LLP
- Opera: Jesolo Lido Village
- Realizzazione: 2007 - Jesolo (VE), Italia

Premio Internazionale Dedalo Minosse alla committenza d'architettura - Occam Under 40
- Committente: Holocaust Education Center. Makoto Otsuka
- Progetto: UID Architects. Keisuke Maeda
- Opera: Holocaust Education Center
- Realizzazione: 2007 - Fukuyama (Hiroshima), Giappone

Premio Internazionale ALA - Assoarchitetti
- Committente: Smeg S.p.A. Roberto Bertazzoni, presidente
- Progetto: Canali Associati Srl. Guido Canali
- Opera: Nuovi uffici della Smeg
- Realizzazione: 2006 - San Girolamo di Guastalla (RE), Italia

Premio Internazionale ALA - Assoarchitetti Under 40
- Committente: Nicola De Risi
- Progetto: Sergio Bianchi
- Opera: Casa De Risi
- Realizzazione:  2007 - Bellegra (Roma), Italia

### Ottava edizione 2010/2011
Premio Internazionale Dedalo Minosse alla committenza d'architettura
- Committente: BMW AG
- Progetto: Coop Himmelb(l)au, Wolf D. Prix / W. Dreibholz & Partners ZT GmbH
- Opera: BMW Welt, Munich
- Realizzazione: 2007, Monaco di Baviera, Germania

Premio Internazionale Dedalo Minosse alla committenza d'architettura - Occam Under 40
- Committente: Silva Family
- Progetto: Forte, Gimenez & Marcondes Ferraz
- Opera: Grid House
- Realizzazione: Serra da Mantiqueira (San Paolo), Brasile

Premio Internazionale ALA - Assoarchitetti
- Committente: Gmina Miejska Kraków, Zarzad Budynkow Komunalnych, Sindaco: Jacek Majchrowsk
- Progetto: Claudio Nardi (capogruppo) e Leonardo Maria Proli
- Opera: Mocak, Museum of contemporary art Krakow - Former O. Schindler Factory
- Realizzazione: 2010, Cracovia, Polonia

Premio Internazionale ALA - Assoarchitetti Under 40
- Committente: Comune di Valle Aurina
- Progetto: Stifter + Bachmann
- Opera: Centro Sportivo di San Martino
- Realizzazione: 2007, Comune di Valle Aurina (Bolzano), Italia[1]

### Nona edizione 2013/2014
Premio Internazionale Dedalo Minosse alla committenza d'architettura
- Committente: Ton Zwijnenburg
- Progetto: Paul de Ruiter
- Opera: Villa Kogelhof
- Realizzazione: 2013, Kamperland (Zelanda), Paesi Bassi

Premio Internazionale Dedalo Minosse alla committenza d'architettura - Occam Under 40
- Committente: Sugamo Shinkin Bank
- Progetto: Emmanuelle Moureaux architecture + design
- Opera: Sugamo Shinkin Bank Series (Tokiwadai, Shimura, Ekoda Branches)
- Realizzazione: 2010 - 2011 - 2012, Tokyo, Giappone

Premio Internazionale ALA - Assoarchitetti
- Committente: Salewa - Oberalp S.p.A.
- Progetto: Park Associati - Cino Zucchi Architetti
- Opera: Salewa Headquarters
- Realizzazione: 2011, Bolzano, Italia

Premio Internazionale ALA - Assoarchitetti Under 40
- Committente: Cooperativa edilizia Alba 2000
- Progetto: Nunzio Gabriele Sciveres, M. Giuseppina Grasso Cannizzo (progetto preliminare)
- Opera: A2M social Housing
- Realizzazione: 2005 - 2011, Marina di Ragusa (Ragusa), Italia[1]

### Decima edizione 2016/2017
Premio Internazionale Dedalo Minosse alla committenza d'architettura
- Committente: Région Hauts de France
- Progetto: Philippe Prost AAPP
- Opera: The ring of remembrance
- Realizzazione: 2014, Ablaint Saint Nazaire, Hauts de France, Francia

Premio Internazionale Dedalo Minosse alla committenza d'architettura - Occam Under 40
- Committente: Lilia Bazán
- Progetto: EDAA Luis Arturo García, Team di progetto: Juan Hernández, Jahir Villanueva, Antonio Rivas, Ana Rodríguez, Diego Ruiz, Team di costruzione: Hans Alvares, Yolibel Allende
- Opera: Casa Meztitla
- Realizzazione: 2013, Tepoztlán, Morelos, Messico

Premio Internazionale ALA - Assoarchitetti - Fondazione Inarcassa
- Committente: Alastair Holberton
- Progetto: Lazzarini Pickering architetti
- Opera: "The bluff" Villa in the Chilterns
- Realizzazione: 2013, The Chilterns, Oxfordshire, Regno Unito

Premio Internazionale ALA - Assoarchitetti - Fondazione Inarcassa Under 40
- Committente: Ville de Gembloux - Benoît Dispa
- Progetto: DEMOGO, studio di architettura
- Opera: Polo Municipale di Gembloux
- Realizzazione: 2015, Gembloux, Namur, Belgio

Premio Andrea Palladio International
- Committente: Fernando Zobel de Ayala - Ayala Land
- Progetto: William Higgins; AECOM - Master Planner; Leandro V. Locsin & Partners - Club House; Architecture International - Sea Breeze Verandas; Leandro V. Locsin & Partners; SOM and Leandro V. Locsin & Partners; Casas + Architects; Callison RTKL; GF & Partners; Skidmor, Owings & Merrill (SOM), PRSP; Conrad T. Onglao & Associates; Lor Calma & Partners
- Opera: Anvaya Cove, Ayala Museum, Ayala triangle Garden, Ayala Tower One, Bonifacio Global City Arts Center, Greenbelt, Nuvali Evolving Center, Pangulasian Island, Roxas Triangle, The Mind Museum
- Realizzazione: Filippine

Premio Andrea Palladio Italia
- Committente: Reinhold Messner
- Progetto: Karl Spitaler, Robert Danz, Arnold Gapp, Werner Tscholl, Paolo Faccio, Enzo Siviero, EM2 Architecten Gerhard Mahlknecht, Kurt Egger, Heinrich Mutschlenchner, Zaha Adid Architects
- Opera: MMM Juval - Castelbello (BZ), MMM Ortles - Solda all'Ortles (BZ), MMM Firmian - Castel Firmiano (BZ), MMM Dolomites - Cibana di Cadore (BL), MMM Ripa - Brunico (BZ), MMM Corones - Plan de Corones Brunico - Marebbe (BZ)
- Realizzazione: 1995 - 2014, Provincia di Bolzano e Provincia di Belluno, Italia

### Undicesima edizione 2018/2019
Premio Internazionale Dedalo Minosse alla committenza d'architettura
- Committente: Department of Families and Commemoration, Branch of the Ministry of Defense of Israel
- Progetto: Kimmel Eshkolot Architects
- Opera: Mount Herzl National Memorial
- Realizzazione: 2017, Gerusalemme, Israele

Premio Internazionale Dedalo Minosse alla committenza d'architettura - Occam Under 40
- Committente: João Carlos
- Progetto: AtelierBranco Arquitetura
- Opera: Casa Biblioteca (Library House)
- Realizzazione: 2016, Vinhedo, San Paolo, Brasile

Premio Internazionale ALA - Assoarchitetti - Fondazione Inarcassa
- Committente: Trust Nuova Polis Onlus
- Progetto: Mario Cucinella Architects
- Opera: Workshop Ricostruzione
- Realizzazione: 2017-2018, Emilia Romagna, Italia

Premio Internazionale ALA - Assoarchitetti - Fondazione Inarcassa Under 40
- Committente: Morena Rapicavoli
- Progetto: ACA Amore Campione Architettura
- Opera: CRS
- Realizzazione: 2018, Catania, Italia

### Dodicesima edizione 2021/2022
Premio Internazionale Dedalo Minosse alla committenza d'architettura
- Committente: J.S.T Connector, Atsuhiro Nishimoto
- Progetto: Ryuichi Ashizawa
- Opera: SWALES / J.S.T. Harrisburg Production Engineering Center
- Realizzazione: 2021, Harrisburg, Pennsylvania, USA

Premio Internazionale Dedalo Minosse alla committenza d'architettura - Occam Under 40
- Committente: Chi Nguyen Phuong
- Progetto: ODDO architects - Lan Chi Obtulovicova Mai
- Opera: OPERA: CH house
- Realizzazione: 2019, Hanoi, Vietnam

Premio Internazionale ALA - Assoarchitetti - Fondazione Inarcassa
- Committente: STU Reggiane Spa
- Progetto: Andrea Oliva
- Opera: Riqualificazione architettonica e funzionale del Capannone 18 nell'area Ex "Officine Reggiane"
- Realizzazione: 2019, Reggio Emilia, Italia

Premio Internazionale ALA - Assoarchitetti - Fondazione Inarcassa Under 40
- Committente: Matteo Grazioli
- Progetto: Alfredo Vanotti
- Opera: CASA G
- Realizzazione: 2018, Sondrio, Italia

## Dedalo Minosse Cinema
Nel 2014 ALA Assoarchitetti, con la direzione dell'arch. Giorgio Scianca, ha istituito la manifestazione Dedalo Minosse Cinema che presenta la professione dell'architetto nella produzione cinematografica italiana e internazionale.

### Prima edizione 2014
La prima edizione è rivolta alle pellicole del triennio 2014-2017. Seguono i film finalisti e i premi assegnati):
- La sapienza di Eugène Green
- Scusate se esisto! di Riccardo Milani - Premio Dedalo Minosse Cinema come miglior film[4]
- Ricomincio da ottanta di Alex Infascelli - Premio "Morseletto" - Dedalo Minosse Cinema come miglior soggetto[4]
- Seconda primavera di Francesco Calogero - Premio "Fontanot" - Dedalo Minosse Cinema a Claudio Botosso come miglior protagonista[4]
- Prigioniero della mia libertà di Rosario Errico